# Анри Орлеанский (1867—1901)
Анри Фили́пп Мари́я Орлеанский (фр. Henri Philippe Marie d'Orléans; 16 октября 1867, Лондон, Великобритания — 9 августа 1901, Сайгон, Кохинхина) — французский принц, востоковед, фотограф, художник, путешественник, натуралист и писатель.

## Биография
Представитель Орлеанской ветви династии Бурбонов.
Сын французского принца Роберта Филиппа Луи Евгения Фернанда, герцога Шартрского и Франсуазы Орлеанской, дочери Франсуа Орлеанского, принца де Жуанвиль. Внук по отцу Фердинанда Филиппа, герцога Орлеанского, наследника французского престола в 1830—1842 годах и Елены Мекленбург-Шверинской.
Авантюрист и охотник, с юности интересовался дальними странами и совершил ряд экспедиций.
С сентября 1887 по март 1888 года совершил экспедицию с целью охоты в Сундарбан в дельте Ганга в Индии, затем со своим двоюродным братом Филиппом Орлеанским — в Калькутту и в Непал. В марте 1888 года принц побывал в Японии.
В 1889 году, по примеру своего отца, финансировавшего мероприятие, вместе с исследователем Центральной Азии и Тибета Габриэлем Бонвало и католическим миссионером Константом де Декеном совершил путешествие из Франции на тройке по южной Сибири. Вместе с караваном, добрались до Семипалатинска, Джаркента (где к ним присоединился Констант де Декен, говорящий по-китайски). Достигнув гор Тянь-Шаня, они обогнули их на протяжении 300 км по территори Китайского Туркестана, преодолев перевал Нарат. Анри Орлеанский отправил зоологические сборы во Францию, в том числе, бабочку Parnassius orleans, которую  Шарль Обертюр описал в его честь. Бонвало и Анри Орлеанский пересекли плато Чангтан в северной части Тибетского нагорья и, таким образом, стали первыми европейцами, ступившими в этот регион мира. Они смогли приблизиться только на шестьдесят километров к Лхасе, города, запретного для небуддистов, затем прошли в сторону Сычуаня в Китае, по маршруту, отличному от того, который проделал отец Гюк в 1846 году. После этого они пересекли Юньнань и, наконец, спустились по Красной реке к Ханою, в который они добрались в конце сентября 1890 года. И затем на морском лайнере общества Messageries Maritimes из Хайфона, через Гонконг, они отплыли в Марсель.
Результаты наблюдений были представлены на заседании Парижского Географического общества. В 1892 году Бонвало в соавторстве с Анри опубликовал книгу под названием «De Paris au Tonkin à travers le Tibet inconnu», published in 1892), (От Парижа до Тонкина через неизвестный Тибет). Книга, содержала цветные карты и сто восемь иллюстраций, выгравированных по фотографиям принца Анри Орлеанского. За этот труд оба путешественника были награждены золотой медалью Географического общества.
В 1892 году принц совершил ещё одно исследовательское путешествие в Восточную Африку вплоть до района Харрара (Эфиопия), после этого посетил Мадагаскар, оттуда отправился в Тонкин во Французском Индокитае (ныне Вьетнам). В апреле 1892 года он посетил Луангпрабанг во Французском Лаосе. Результаты наблюдений были опубликованы в газете письма в «„Politique Coloniale“» (январь 1893).
Затем В 1895 году принц отправился в Ассам. Его путешествие в Индию завершилось успешным географическим открытием источника реки Иравади в районе Качин (Британская Бирма). За это открытие Анри Орлеанский был награждён медалью Парижского Географического общества и орденом Почётного легиона. (Во время этой экспедиции он собрал новый вид растения, описанный Франше в его честь как Astilbe henrici, сейчас это растение относят к виду Rodgersia aesculifolia var henrici ).
В 1897 году принца вызвал на дуэль Виктор Эммануил Савойский-Аостский, за то что в своей статье, опубликованной в еженедельнике «Фигаро», Анри уничижительно отозвался о военных качествах итальянских солдат, комментируя сражение при Адуа в Эфиопской империи. Дуэль прошла на клинках 15 августа 1897 года в Вокрессонском лесу близ Версаля. Виктор Эммануил ранил противника в живот и победил в поединке, который длился чуть менее получаса.
А в 1897-1898 годах он снова  путешествовал по  Абиссинии на этот раз в сопровождении графа Н. С. Леонтьева. Он был представлен негусу Менелику II.
Во время повторной поездки в Ассам в 1901 году, Анри Орлеанский умер в Сайгоне. Принц Анри был англофобом, хотя за его географические исследования, ему была вручена золотая медаль Королевского географического общества.
Умер в возрасте 33 лет, женат не был, потомков не оставил.

## Комментарии
1. ↑  Во время этого путешествия Анри Орлеанского в Цуеипалльной Азии проводил исследования ещё один исследователь из их семьи, его двоюродный брат, Филипп Орлеанский, находившийся тогда в Гималаях, в северной части Британской Индии, в качестве офицера Британской армии.
2. ↑  Американская писательница и натуралистка, автор дневников, получивших международную известность, Опал Ирен Уайтли (11 декабря 1897 — 16 февраля 1992) на протяжении всей своей жизи утверждала, что была биологической дочерью  принца Анри Орлеанского, после смерти которого в Сайгоне её якобы отправили в Орегон и там удочерили. Она часто носила имя Франсуаза Мария де Бурбон-Орлеан, тем самым подчеркивая своё происхождение. Подробности истории её семьи были предметом широких спекуляций, причем несколько биографов связывали эти утверждения с бредом, вызванным психическим заболеванием. После публикации своего дневника Уайтли переехала в Англию, где в 1948 году её поместили в психиатрическую больницу. Остаток своей жизни она провела под психиатрической опекой до своей смерти в 1992 году в больнице Нэпсбери.